# Johannes Lott
Johannes Lott (28 de febrero de 1930, Pueblo de Saarepere, municipio de Kabala – 3 de junio de 2024) fue un político soviético, dirigente del partido y del estado de la República Socialista Soviética de Estonia.

Karl Vaino y Johannes Lott en la colocación de la primera piedra del nuevo edificio de la Biblioteca Nacional.

Sus padres eran koljosianos. Lott estudió entre los años 1938-1946 en la escuela primaria de Villevere y 1946-1950 en la escuela secundaria de Türi, donde fue secretario de la organización inicial del komsomol. En 1955, se graduó en la facultad de derecho de la Universidad Estatal de Tartu. En 1977, se convirtió en candidato a la historia.
Entre 1954-1957, fue el primer secretario del comité regional de la ELKNÜ en el distrito de Otepää. En 1955, se unió al Partido Comunista de la Unión Soviética. Entre 1957-1961, fue secretario del Comité de la Universidad Estatal de Tartu de la ELKNÜ, luego presidente del sindicato, 1961-1969 vicepresidente del Comité Ejecutivo del TSN de la Ciudad de Tartu, 1969-1978 primer secretario del Comité Municipal de Tartu del partido. Entre 1978-1988, fue ministro de cultura de la RSS de Estonia.
Fue diputado de las VIII, IX, X y XI convocatorias del Sóviet Supremo de la RSS de Estonia (entre 1971 y 1989), y presidente del mismo entre 1975 y 1978. También fue miembro del Comité Central del Partido Comunista de la RSS de Estonia.
Entre 1989-1996, trabajó en la fiscalía estatal, 1996-1997 fue vicedecano en la Escuela Superior Internacional de Ciencias Sociales Aplicadas LEX. Posteriormente, fue jurista en la prisión de Tallin.
Falleció a los 94 años, el 3 de junio de 2024. 